# Марни (фильм)
«Ма́рни» (англ. Marnie) — психологический триллер Альфреда Хичкока, премьера которого состоялась 22 июля 1964 года. Экранизация одноимённого романа Уинстона Грэма (1961). Завершает трилогию фильмов о жертвах психопатических отклонений, начатую фильмами «Психо» (1960) и «Птицы» (1963). Главные роли исполнили Типпи Хедрен и Шон Коннери.

## Сюжет
Главная героиня фильма — Марни Эдгар — живёт тем, что под вымышленным именем устраивается на работу в различные фирмы и затем, проработав там некоторое время, исчезает с деньгами компаний, не оставляя при этом никаких следов. Долгое время она была неуловима, но деловой партнёр одной из бывших жертв Марни — Марк Ратленд — разоблачает её, когда она устраивается к нему на работу. Однако он не сдаёт её полиции, а шантажирует, заставляя её выйти за него замуж. Он узнаёт о её комплексах — страхе перед мужчинами, сексом, грозами и красным цветом — и пытается доискаться их первопричины...
Режиссёр определял содержание фильма следующим образом: «Это рассказ о девушке, которая не знает, кто она такая. Она психопатка, клептоманка, у неё фобия секса, в конце концов она понимает отчего».

## В ролях
| Актёр              | Роль                                           |
| ------------------ | ---------------------------------------------- |
| Типпи Хедрен       | Марни Эдгар                                    |
| Шон Коннери        | Марк Ратленд                                   |
| Дайан Бэйкер       | Лил Мейнуоринг                                 |
| Луиза Лэтэм        | Бернис Эдгар                                   |
| Мартин Гейбел      | Сидни Стратт                                   |
| Боб Суини          | кузен Боб                                      |
| Милтон Селзер      | мужчина на дороге                              |
| Мариетта Хартли    | Сюзан Клэбон                                   |
| Алан Напье         | мистер Ратленд                                 |
| Брюс Дерн          | моряк                                          |
| Генри Бекман       | первый детектив                                |
| С. Джон Лаунер     | Сэм Уорд                                       |
| Эдит Эвансон       | Рита (уборщица)                                |
| Мэг Уилли          | миссис Тарпин                                  |
| Мелоди Томас Скотт | Марни (в детстве)                              |
| Джон Харт          | доктор Гиллиат, министр (в титрах не указан)   |
| Кимберли Бек       | Джессика «Джесси» Коттон (в титрах не указана) |
| Альфред Хичкок     | мужчина, покидающий гостиничный номер          |

## Съёмки и прокат
Это последний фильм режиссёра, главную роль в котором сыграла классическая хичкоковская блондинка в стиле Грейс Келли (которая отказалась вернуться в Голливуд ради этой роли), и вообще последний фильм, над которым Хичкок работал со своей обычной командой, включая композитора Бернарда Херманна. Фильм окупился в американском прокате, но был принят холодно критиками, которые отмечали низкое качество спецэффектов и небрежность декораций.

## Критика
Со временем отношение к «Марни» среди киноведов заметно улучшилось. То, что ранее считалось недостатками фильма, стало восприниматься в качестве его художественных особенностей. Например, Дэйв Кер находит в построении кадра нечто от абстракционизма в живописи: режиссёра влекут тяжёлые, массивные формы, невыразительные цвета и намеренно нереальные, искривляющие пространство декорации. Эти приметы художественного мира фильма словно передают сдвиги в психическом равновесии главной героини.
Кер также проводит параллель между «Марни» и фильмами Фасбиндера о диалектике власти и подчинения в отношениях мужчины и женщины. По его мнению, «Марни» на порядок глубже: вместо чёткого противопоставления сильного и слабого Хичкок создаёт густое и подвижное поле мазохизма, классового антагонизма и религиозной трансгрессии.